# Hemicordulia pacifica
Hemicordulia pacifica là loài chuồn chuồn trong họ Corduliidae. Loài này được Fraser mô tả khoa học đầu tiên năm 1925.